# Palaemnema paulitoyaca
Palaemnema paulitoyaca es un insecto que pertenece al orden Odonata. Su nombre común en castellano es Caballito de la sombra pues habita bajo la copa de los árboles

## Descripción de la especie
Las especies del género Palaemnema tienen pronunciado dimorfismo sexual: los machos son principalmente azules con marcas negras, la longitud de su cuerpo va de los 35 a 50 mm; frecuentemente poseen en la punta de sus alas una mancha de  color negro. Las hembras son más pequeñas de 29 a 41 mm de longitud, los adultos son blancos con negro y carecen de marcas negras en la punta de las alas.
Tienen una coloración críptica y un comportamiento que los hace difíciles de ver en su medio ambiente, ya que vuelan poco y muy despacio. La biología de esta especie es muy poco conocida sin embargo se ha observado que son más  abundantes en el mes de junio, julio, agosto y noviembre. Tienen un sistema de apareamiento territorial. 

## Hábitat y distribución
Es una especie nativa de México. Se distribuye en el estado de Chiapas, Hidalgo, Nuevo León, San Luis Potosí y Veracruz. Se ha observado que pueden ser insectos locales, afines a los lugares  con sombra. Ellos gastan la mayor parte de su tiempo perchando en los tocones de los árboles o en las hojas cerca del nivel del suelo, usualmente se encuentran en los sotobosques cerca de pequeños arroyos, se les considera dulceacuícolas.

## Estado de conservación
No están en ninguna categoría de protección según la IUCN. 